# جائزة جنوب إفريقيا الكبرى 1974
جائزة جنوب أفريقيا الكبرى 1974 هو سباق فورمولا 1 أقيم بتاريخ 30 مارس 1974 في خاوتينغ، جنوب أفريقيا. كان الثالث من أصل 15 في بطولة العالم لسباقات الفورمولا واحد موسم 1974. حلّ الأرجنتيني كارلوس ريوتيمان أولا.